# پرژ هاکوبیان
پرژ ناواساردی هاکوبیان (ارمنی: Պերճ Նավասարդի Հակոբյան؛  زادهٔ ۱۵ فوریهٔ ۱۹۰۵ - درگذشته ۲۷ اکتبر ۱۹۷۷) یک برزشناس و استاد اهل ارمنستان بود.

## زندگی‌نامه
در ۲۸ فوریه [سبک قدیمی: ۱۵ فوریه] ۱۹۰۵ در اوجیلار به دنیا آمد و از دانشگاه ملی علوم کشاورزی ارمنستان (۱۹۳۴) فارغ‌التحصیل شد. وی در دانشگاه ملی علوم کشاورزی ارمنستان فعالیت می‌کرد.  وی همچنین برنده دانشمند شایسته ارمنستان شوروی (۱۹۷۴) شده است. وی در ۲۷ اکتبر ۱۹۷۷ در سن ۷۲ سالگی در [[]] درگذشت.

## یادداشت
1. ↑  կենսաբանական գիտությունների դոկտոր